# Hou Yifan
Hou Yifan (chinês: 侯逸凡, pinyin: Hóu Yìfán pronúnciaⓘ; Nanjing, Jiangsu, 27 de fevereiro de 1994) é uma enxadrista chinesa e, desde setembro de 2015, a número 1 - dentre as enxadristas ativas - do ranking feminino da FIDE.
Ela obteve o título de Grande Mestre Feminina (WGM) em 2007. Desde agosto de 2008, ela também detém o título de Grande Mestre de Xadrez (GM). Ao receber o título, Hou se tornou a mulher mais jovem do mundo a obter o título de GM, se qualificando com a idade de 14 anos, 6 meses e 2 dias.
Hou derrotou sua compatriota Ruan Lufei, em Antakya, Turquia no Campeonato Mundial Feminino de Xadrez de 2010, obtendo o título de campeã. Em seguida, ganhou os campeonatos mundiais de xadrez feminino em 2011, 2013 e 2016, mas perdeu o título em 2017. No seu auge, ela estava na posição 55 na lista de rating da FIDE de maio de 2015.
Junto com Vera Menchik, Nona Gaprindashvili, Maia Chiburdanidze e Judit Polgár, é considerada uma das melhores enxadristas mulheres.
Desde 2018, ela está "semi-aposentada" do xadrez profissional, e desde 2020 é professora na Universidade de Shenzhen.

## Reconhecimento
É uma das 100 Mulheres da lista da BBC de 2017.